# Bradley Mousley
Bradley Mousley (ur. 3 stycznia 1996 w Adelaide) – australijski tenisista, triumfator Australian Open 2013 w grze podwójnej chłopców.

## Kariera tenisowa

### Kariera juniorska
W 2013 roku zwyciężył w juniorskich zawodach gry podwójnej podczas wielkoszlemowego Australian Open. Jego partnerem był Jay Andrijic. W meczu finałowym debel pokonał Maximiliana Marterera i Lucasa Miedlera wynikiem 6:3, 7:6(3).
W 2014 roku osiągnął półfinał zawodów singlowych podczas wielkoszlemowego Australian Open. W grze podwójnej obronił tytuł zdobyty w poprzedniej edycji.

### Kariera zawodowa
Najwyżej sklasyfikowany w rankingu ATP w singlu był na 259. miejscu (26 lutego 2018), a w deblu na 94. pozycji (15 stycznia 2018).
W październiku 2014 Międzynarodowa Federacja Tenisowa poinformowała, że podtrzymuje decyzję federacji australijskiej nakładającej na Mousleya karę rocznej dyskwalifikacji począwszy od 30 maja 2014. W marcu tego roku w organizmie tenisisty wykryto zakazane związki: MDMA (ekstazy) oraz jego metabolit MDA (tenamfetaminę).

### Statystyki

#### Historia występów w juniorskim Wielkim Szlemie
| Turniej         | 2012 | 2013 | 2014 |
| --------------- | ---- | ---- | ---- |
| Australian Open | 2R   | 1R   | SF   |
| French Open     | A    | 2R   | A    |
| Wimbledon       | A    | 2R   | A    |
| US Open         | A    | 1R   | A    |

| Turniej         | 2012 | 2013 | 2014 |
| --------------- | ---- | ---- | ---- |
| Australian Open | 1R   | W    | W    |
| French Open     | A    | 1R   | A    |
| Wimbledon       | A    | QF   | A    |
| US Open         | A    | 1R   | A    |

#### Finały juniorskich turniejów wielkoszlemowych

##### Gra podwójna (2–0)
| Legenda               |
| Australian Open (2–0) |
| French Open (0–0)     |
| Wimbledon (0–0)       |
| US Open (0–0)         |

| Wygrane według nawierzchni |
| Twarda (2–0)               |
| Ceglana (0–0)              |
| Trawiasta (0–0)            |
| Dywanowa (0–0)             |

| Końcowy wynik | Rok  | Turniej         | Nawierzchnia | Partner       | Przeciwnicy                          | Wynik finału |
| Zwycięzca     | 2013 | Australian Open | Twarda       | Jay Andrijic  | Maximilian Marterer Lucas Miedler    | 6:3, 7:6(3)  |
| Zwycięzca     | 2014 | Australian Open | Twarda       | Lucas Miedler | Quentin Halys Johan-Sébastien Tatlot | 6:4, 6:3     |